# Michael Gruber (sciatore)
Michael Gruber (Schwarzach im Pongau, 5 dicembre 1979) è un ex combinatista nordico austriaco, vincitore di varie medaglie olimpiche e iridate.

## Biografia
In Coppa del Mondo esordì l'11 gennaio 1997 a Saalfelden (14°) e ottenne l'unica vittoria, nonché primo podio, il 16 marzo 2000 a Sankt Moritz/Santa Caterina Valfurva.
In carriera prese parte a due edizioni dei Giochi olimpici invernali, Salt Lake City 2002 (28° nella sprint, 3° nella gara a squadre) e Torino 2006 (12° nell'individuale, 13° nella sprint, 1° nella gara a squadre), e a quattro dei Campionati mondiali, vincendo due medaglie.

## Palmarès

### Olimpiadi
- 1 medaglia:
  - 1 oro (gara a squadre a Torino 2006)
  - 1 bronzo (gara a squadre a Salt Lake City 2002)

### Mondiali
- 2 medaglie:
  - 1 oro (gara a squadre a Val di Fiemme 2003)
  - 1 bronzo (gara a squadre a Oberstdorf 2005)

### Mondiali juniores
- 1 medaglia:
  - 1 bronzo (gara a squadre a Canmore 1997)

### Coppa del Mondo
- Miglior piazzamento in classifica generale: 12º nel 2004
- 4 podi (2 individuali, 2 a squadre):
  - 1 vittoria (a squadre)
  - 1 secondo posto (individuale)
  - 2 terzi posti (1 individuale, 1 a squadre)

#### Coppa del Mondo - vittorie
| Data          | Località                             | Nazione         | Trampolino         | Spec.                                                  |
| ------------- | ------------------------------------ | --------------- | ------------------ | ------------------------------------------------------ |
| 16 marzo 2000 | Sankt Moritz Santa Caterina Valfurva | Svizzera Italia | Olympiaschanze K94 | T MS NH/3x5 km (con Christoph Bieler e Felix Gottwald) |

Legenda:

MS = partenza in linea

T = gara a squadre

NH = trampolino normale

### Campionati austriaci
- 7 medaglie[1]:
  - 3 ori (sprint nel 1999; individuale nel 2001; individuale nel 2005)
  - 3 argenti (individuale nel 2002; sprint nel 2004; sprint nel 2005)
  - 1 bronzo (individuale nel 2004)